# تتسویا اویشی
تتسویا اویشی (انگلیسی: Tetsuya Oishi؛ زادهٔ ۲۶ نوامبر ۱۹۷۹) بازیکن فوتبال اهل ژاپن است.
از باشگاه‌هایی که در آن بازی کرده‌است می‌توان به باشگاه فوتبال کاوازاکی فرونتال اشاره کرد.